# Takuya Seguchi
Takuya Seguchi (jap. 瀬口 拓弥, Seguchi Takuya; * 30. November 1988 in der Präfektur Okayama) ist ein japanischer Fußballspieler.

## Karriere
Takuya Seguchi erlernte das Fußballspielen in der Universitätsmannschaft der Ryūtsū-Keizai-Universität. Seinen ersten Vertrag unterschrieb er 2011 bei Kamatamare Sanuki. Der Verein aus Takamatsu, einer Großstadt in der Präfektur Kagawa, spielte in der damaligen dritten Liga, der Japan Football League. 2013 wurde er mit dem Klub Vizemeister und stieg in die zweite Liga auf. Ende 2018 musste er mit Sanuki wieder den Weg in die Drittklassigkeit antreten. 2020 wurde er von dem Zweitligisten Tokushima Vortis aus Tokushima verpflichtet. Mit Vortis wurde er 2020 Meister der zweiten Liga und stieg in die erste Liga auf. Die Saison 2021 wurde er an den Zweitligisten Albirex Niigata nach Niigata ausgeliehen. Nach der Ausleihe wurde er am 1. Februar 2022 fest von Niigata unter Vertrag genommen. Am Ende der Saison 2022 feierte er mit Albirex die Meisterschaft und den Aufstieg in die erste Liga.

## Erfolge
Kamatamare Sanuki
- Japan Football League

Vizemeister: 2013  ▲
Tokushima Vortis
- Japanischer Zweitligameister: 2020  ▲

Albirex Niigata
- Japanischer Zweitligameister: 2022  ▲